# Kunst & Vaarwerk

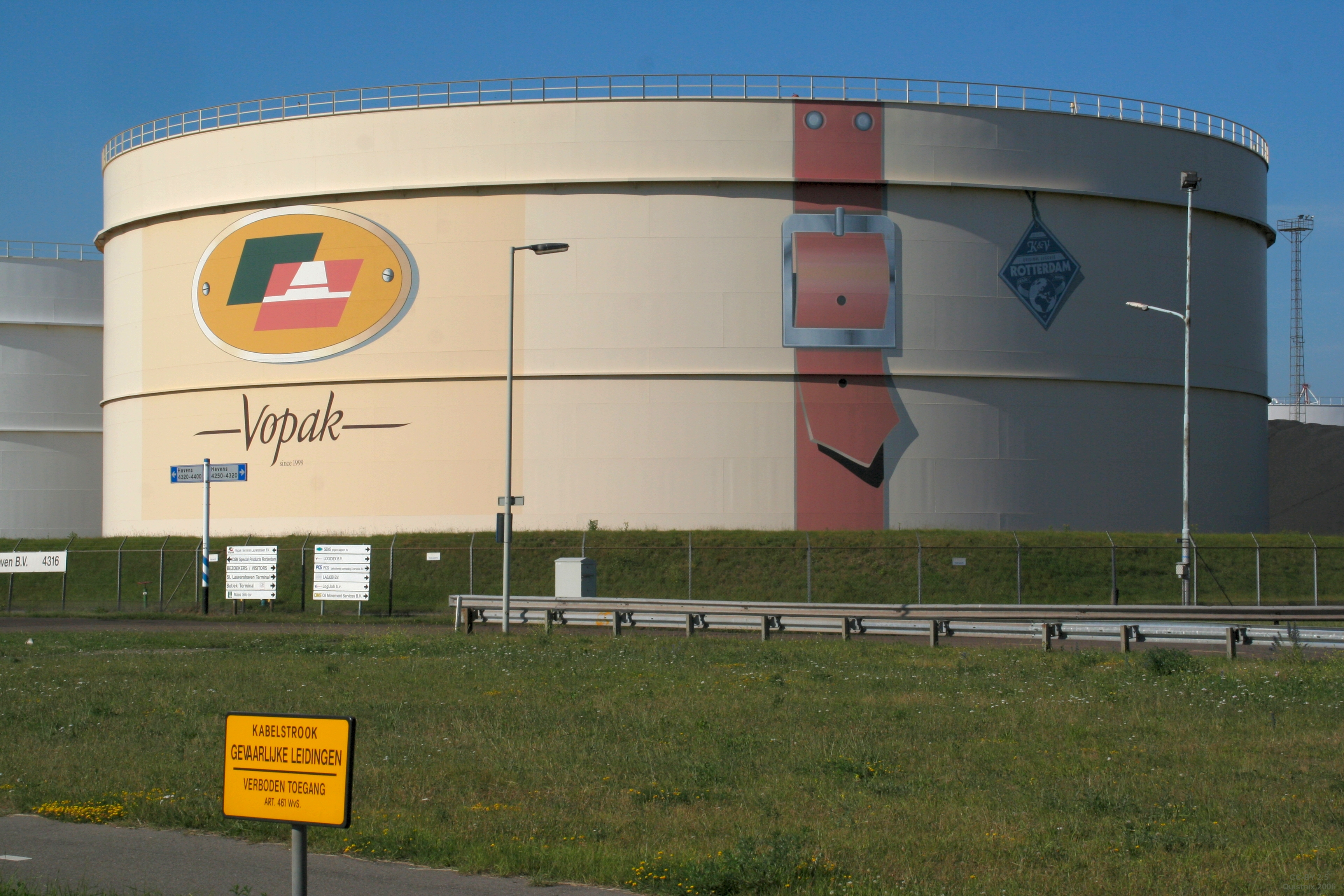
De hoedendoos

Kunst & Vaarwerk was een Nederlandse kunstenaarsgroep, bestaande uit Cor Kraat, Hans Citroen en Willem van Drunen. De groep bestond van 1979 tot 1992 en realiseerde kunstwerken zoals De hoedendoos bij de Koninklijke Vopak in het Botlekgebied en de Maquette van de oude Maasbruggen in Rotterdam gedurende de jaren tachtig.
De kunstwerken van Kunst & Vaarwerk werden gerealiseerd in de openbare ruimte. De groep werkte samen met het Rotterdamse bedrijfsleven om de projecten te financieren.

## Kunstwerken
- Beschildering van basaltblokken in de Nieuwe Waterweg als dobbelsteen
- Een olietank als hoedendoos bij Vopak
- Maquette oude Maasbruggen
- Dorische zuilen op het Beneluxplein

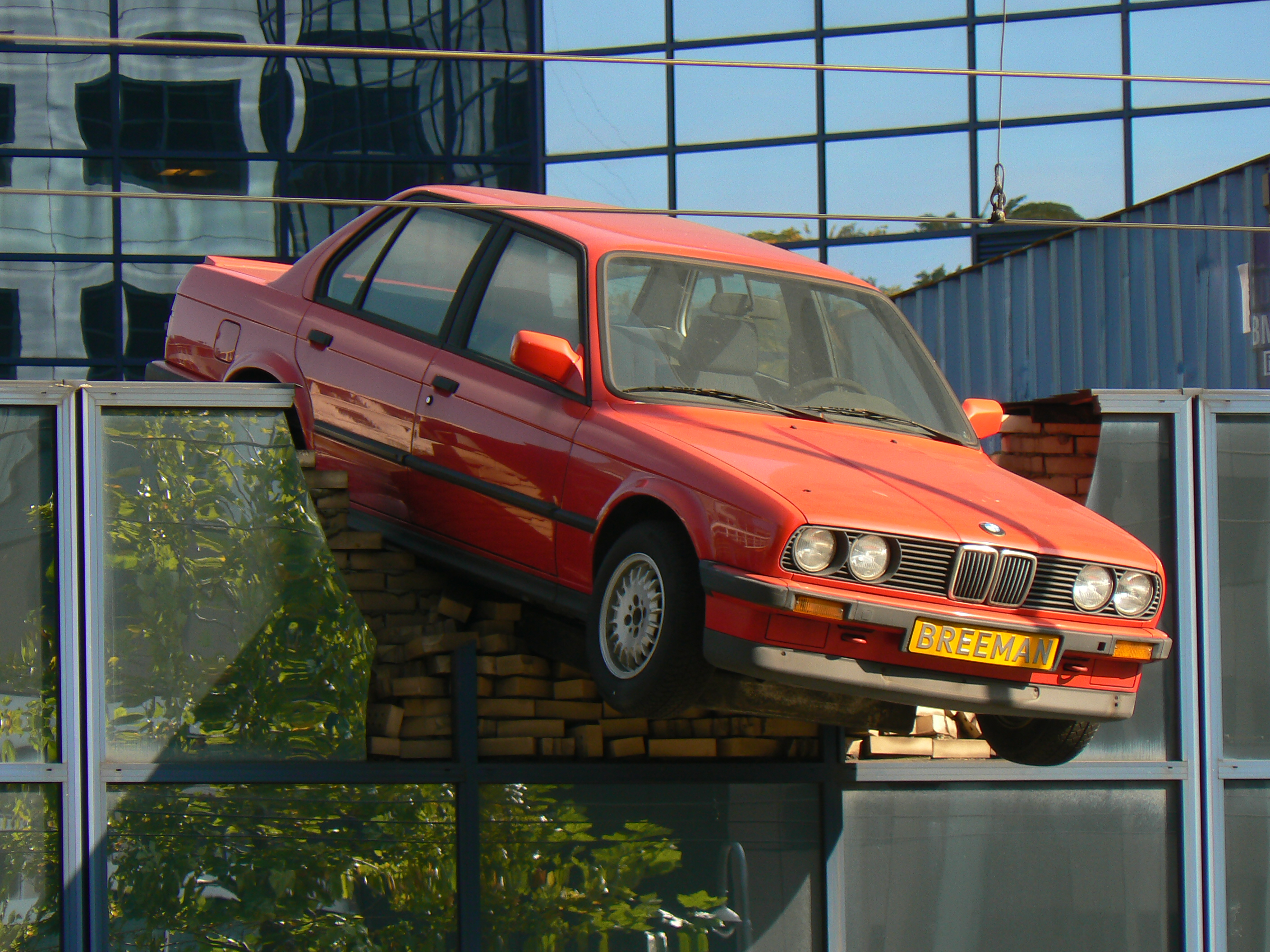
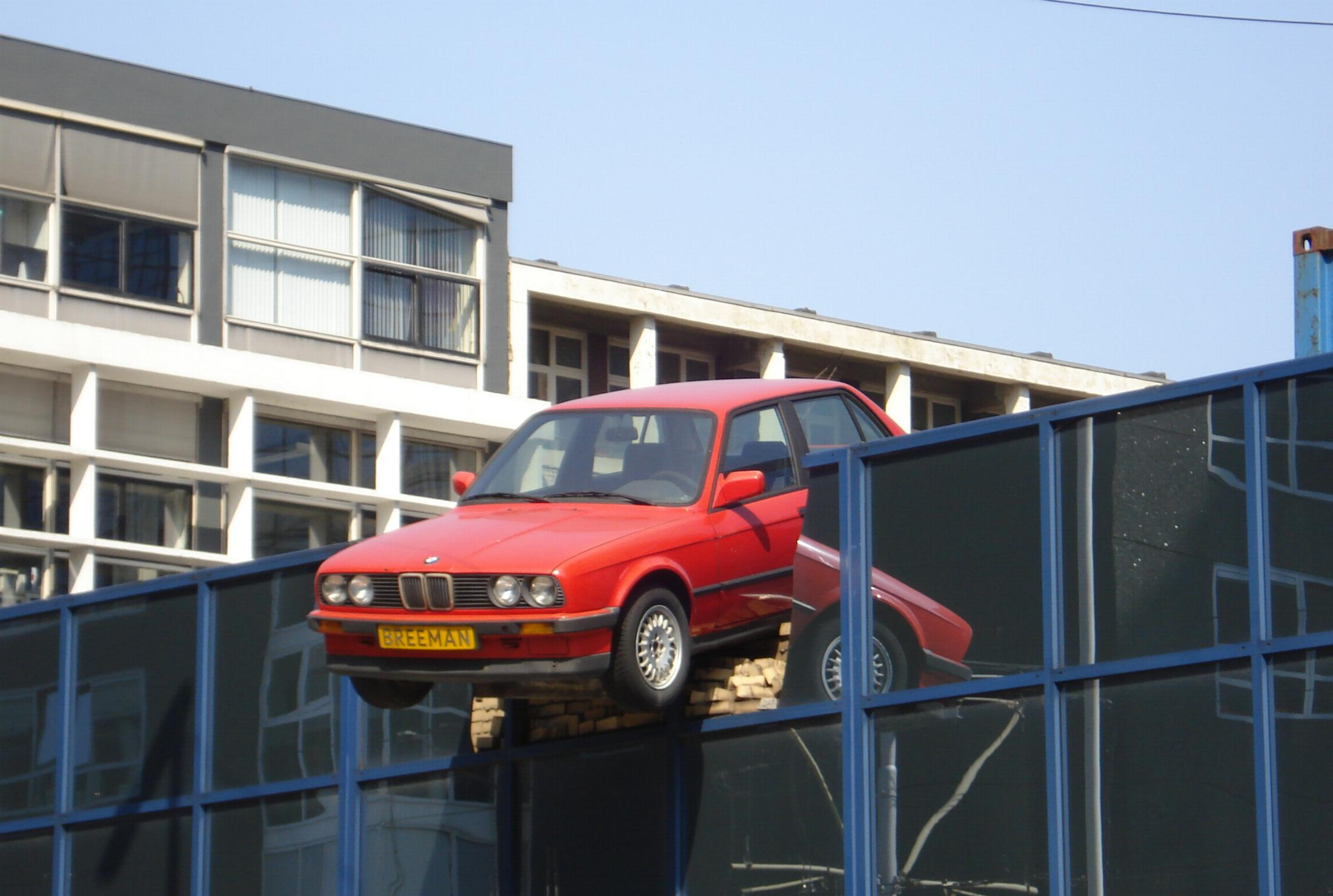
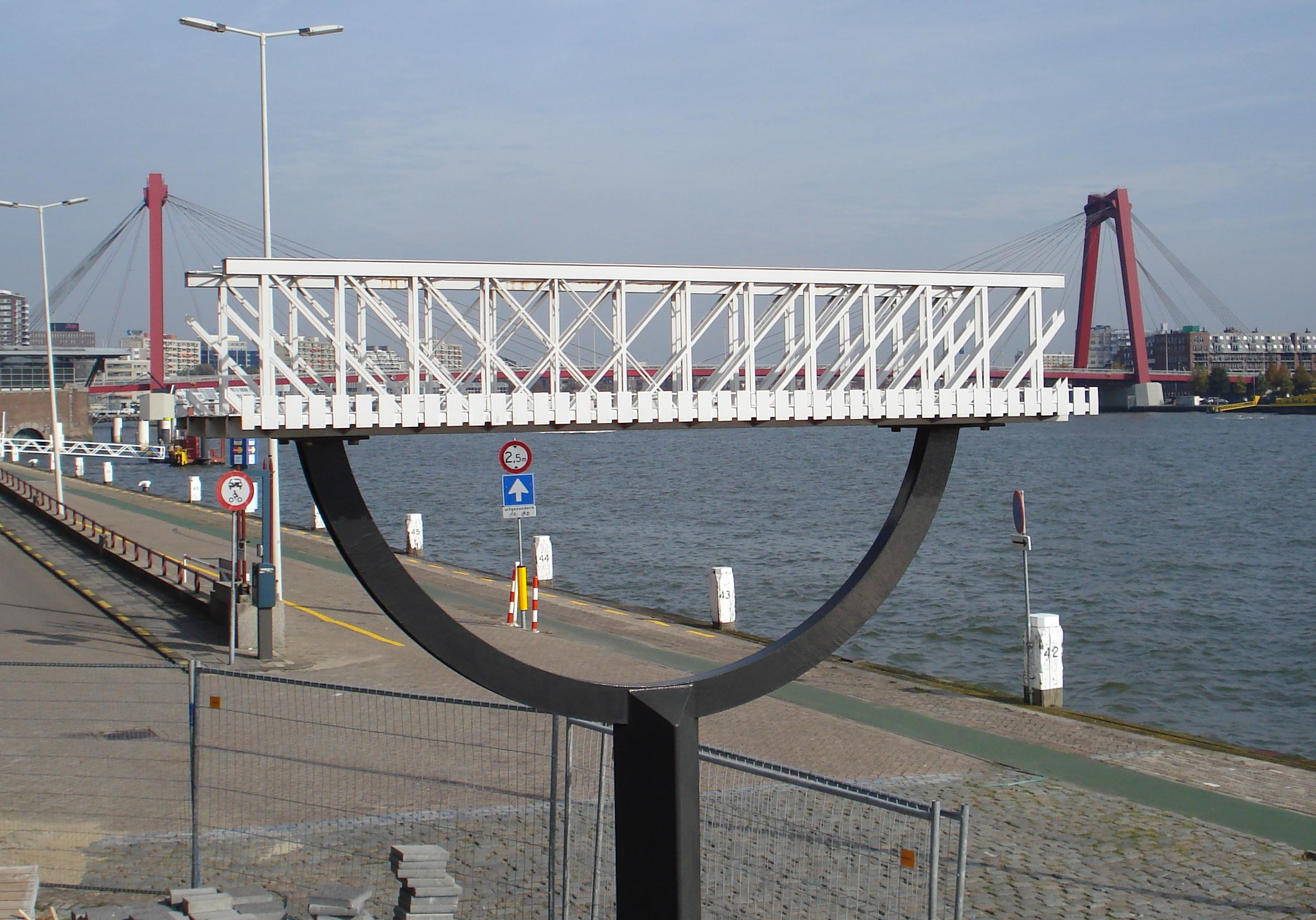
detail Maquette oude Maasbruggen
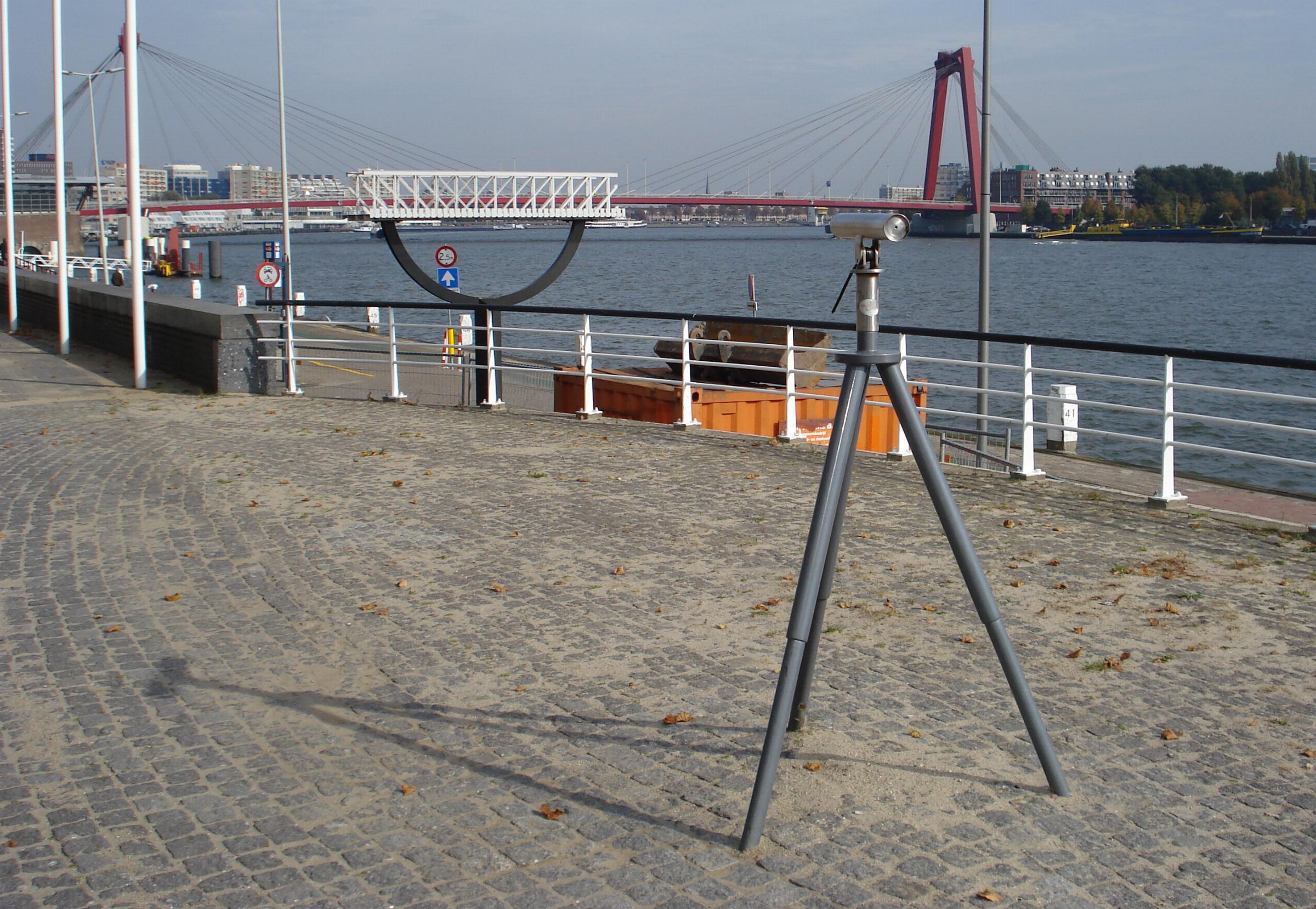
Maquette oude Maasbruggen
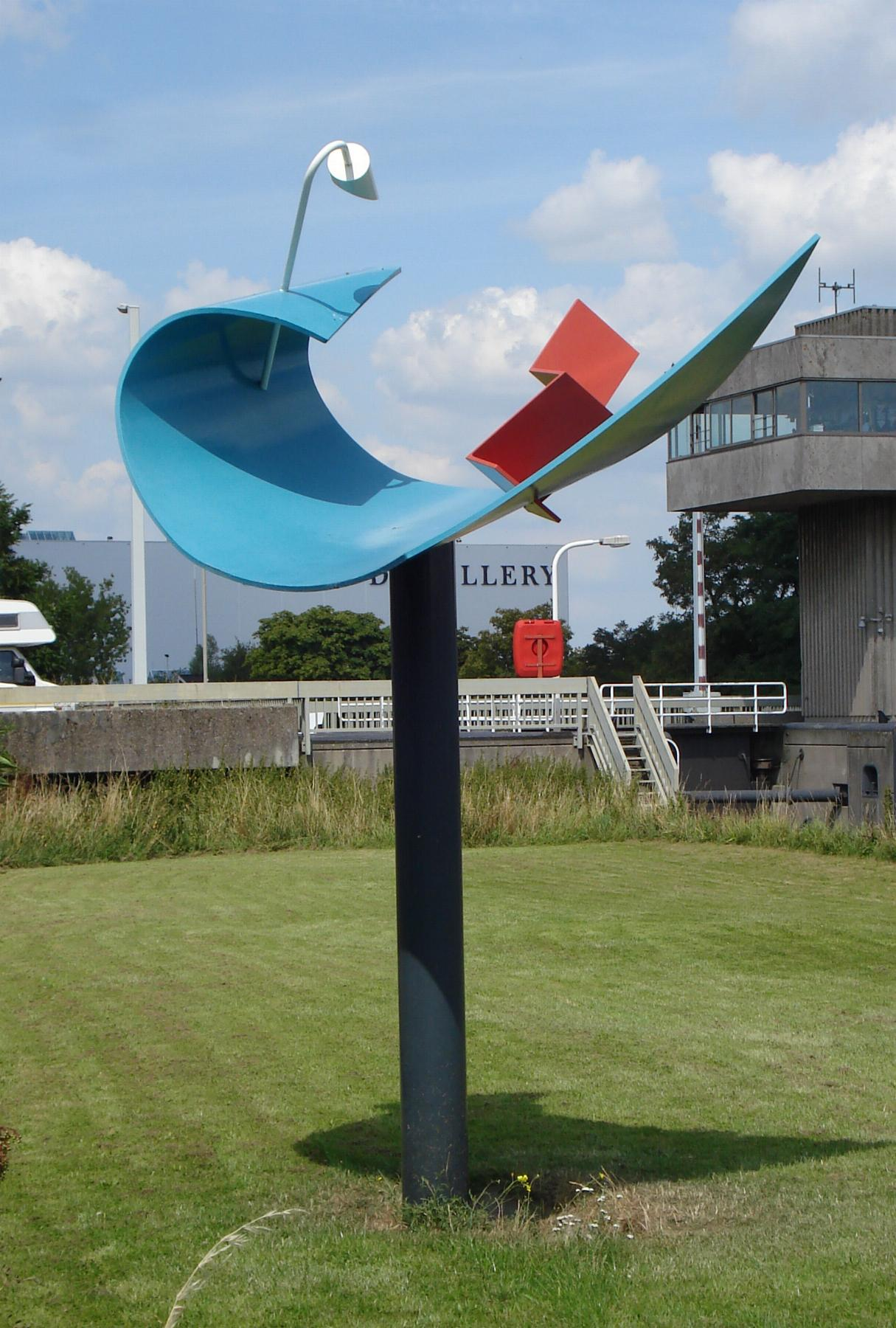
Schiedam kunstwerk de golf
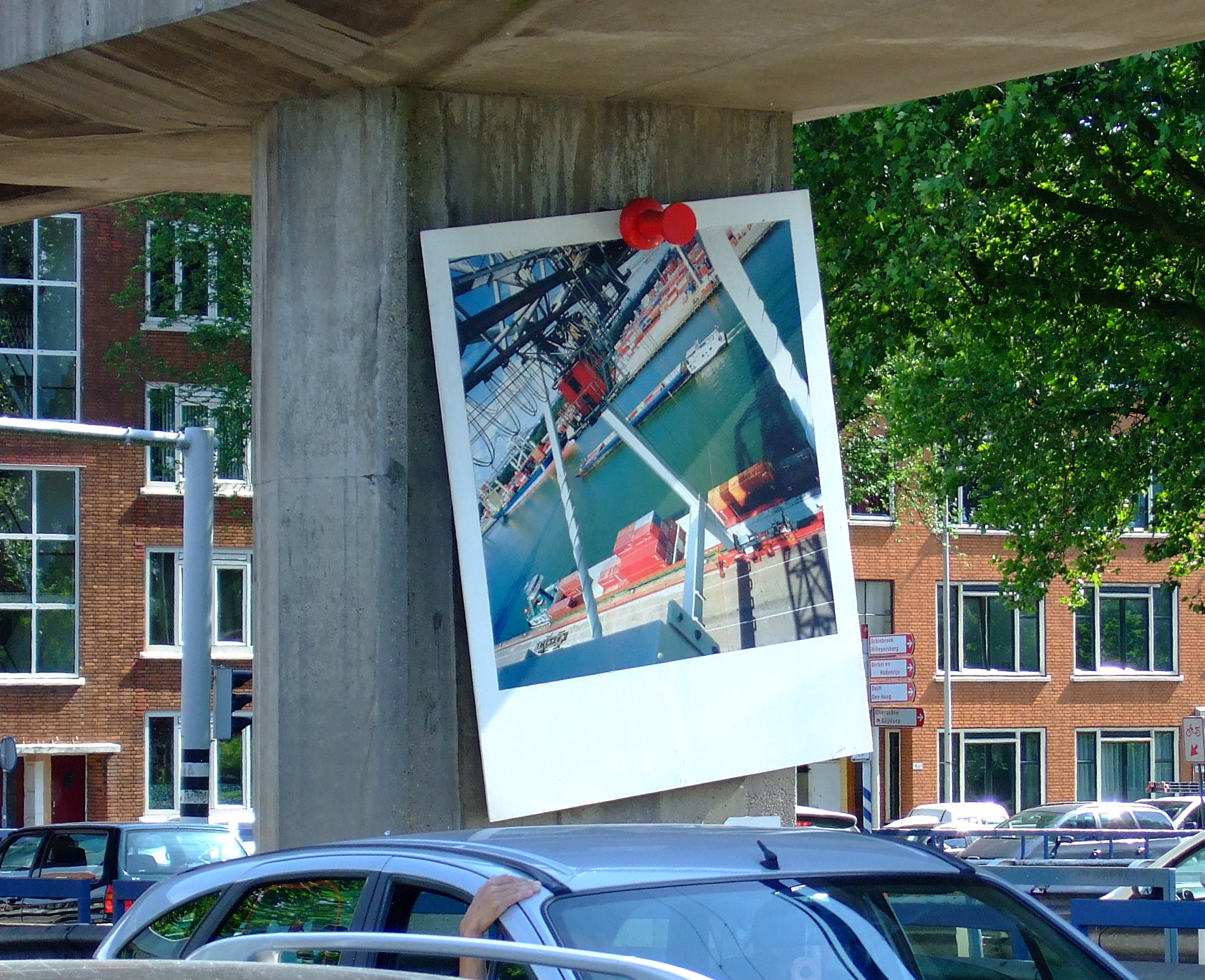
Rotterdam kunstwerk polaroid viaduct over Gordelweg
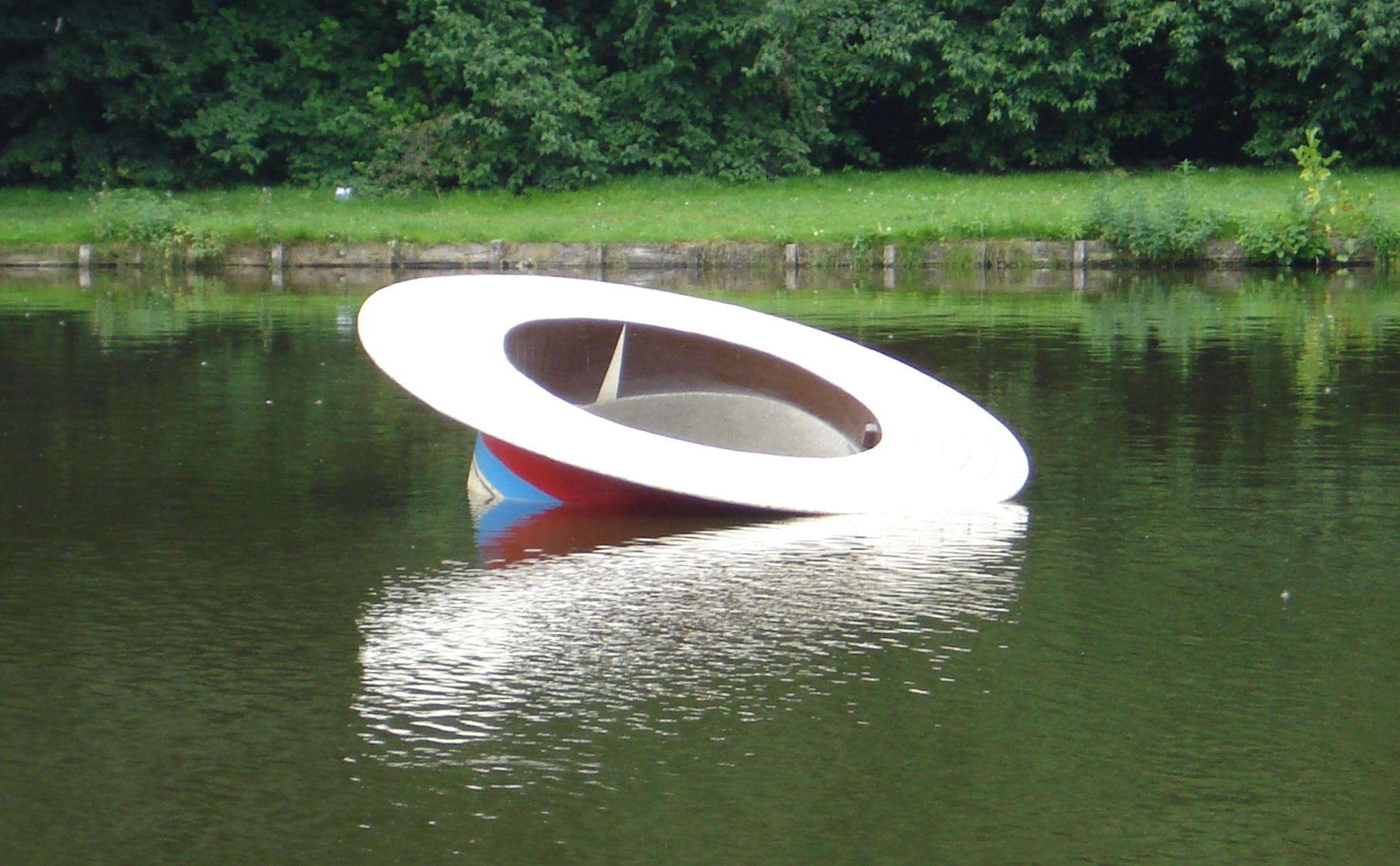
De Hoed van Lou Bandy
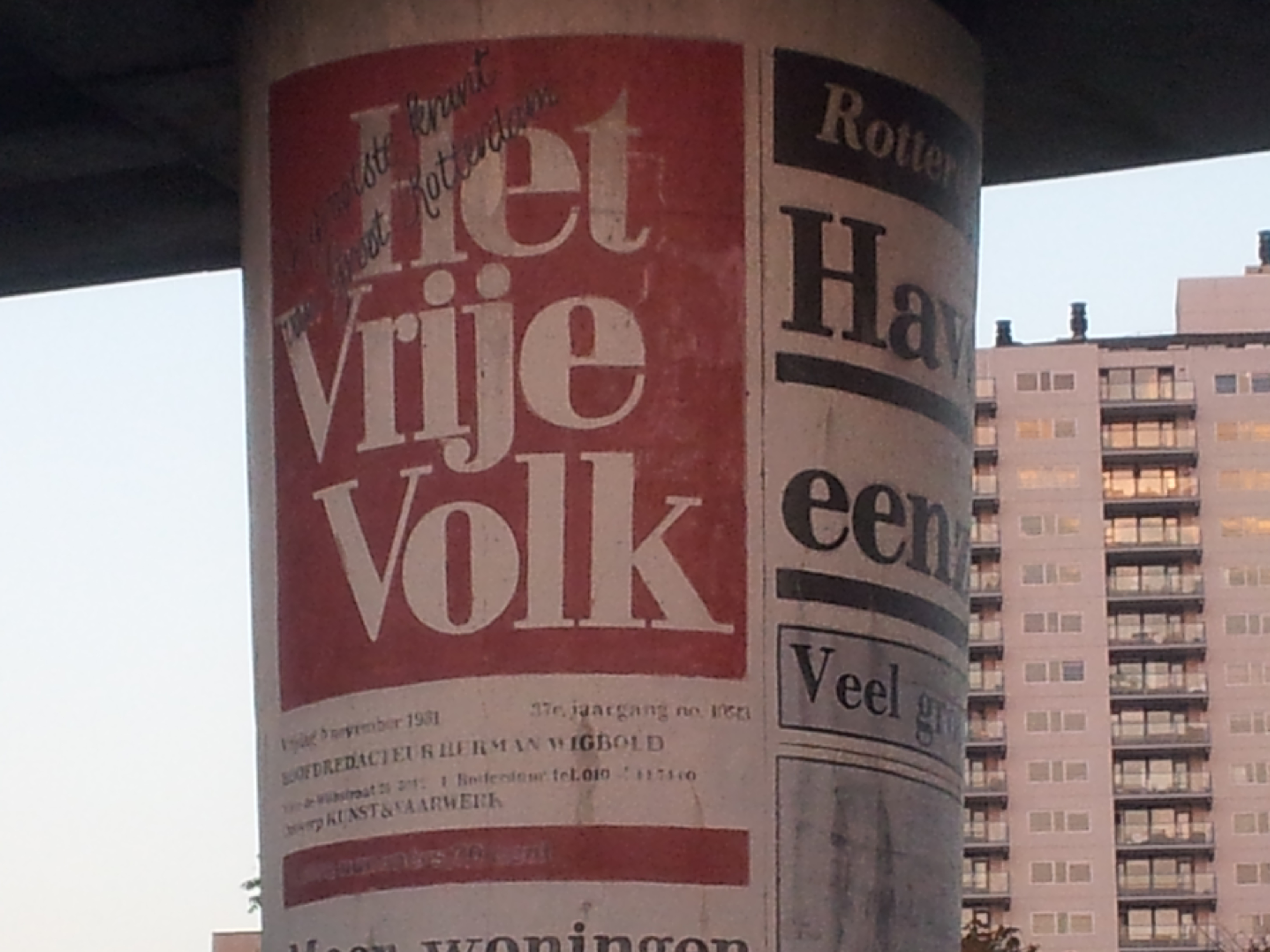
Voorpagina van Het Vrije Volk op een zuil bij metrostation Zuidplein.